# Natri chlorat
Natri chlorat là một hợp chất vô cơ có công thức hóa học NaClO3. Khi ở dạng nguyên chất, nó là tinh thể màu trắng dạng bột dễ dàng hoà tan vào nước. Nó là chất hút ẩm. Hợp chất này phân hủy ở nhiệt độ trên 300 ℃ để giải phóng khí oxi và còn lại natri chloride.

## Tổng hợp
Trong công nghiệp, natri chlorat được tổng hợp từ việc điện phân dung dịch muối ăn đun nóng trong bình điện phân:
NaCl + 3H2O → NaClO3 + 3H2↑
Nó còn được tổng hợp bằng cách dẫn khí chlor qua dung dịch natri hydroxide (NaOH) đun nóng, rồi được tinh chế bằng việc kết tinh natri chlorat.

## Sử dụng
Ứng dụng thương mại chính của natri chlorat là để điều chế chlor dioxide, ClO2. Ứng dụng nhiều nhất chiếm 95% lượng chlorat là làm chất tẩy trắng giấy trong đó ClO2 là chất tẩy trắng nổi bật nhất.

### Chất diệt cỏ
Natri chlorat được dùng như là một thuốc diệt cỏ không chọn lọc. Nó được xem là chất độc cho mọi loại cây xanh. Nó còn có thể giết chết cả phần rễ cây.
Natri chlorat có thể dùng để kiểm soát:
- bìm bìm hoa tía (morning glory),
- kế Canada (Canada thistle),
- cỏ cao (johnson grass),
- tre,
- cỏ lưỡi chó (ragwort) và
- cỏ St John's.

Thuốc diệt cỏ này được dùng chủ yếu trên đất phi nông nghiệp cho việc xử lý mặt bằng và kiểm soát cây cối trên lề đường, bờ rào, mương rãnh...
Natri chlorat còn là chất làm khô và chất làm rụng lá cho:
- cây bông,
- cây rum (saffluorwer),
- ngô,
- lanh,
- ớt,
- đậu nành,
- lúa miến,
- đậu Hà Lan,
- hạt khô,
- lúa và
- hoa hướng dương.

Nếu trộn với atrazine, tính hiệu quả sẽ kéo dài hơn. Nếu trộn với 2,4-D, nó sẽ cải thiện được chất lượng sản phẩm. Hỗn hợp với các chất diệt cỏ khác trong dung dịch có nước có phạm vi chứng nào nó không dễ bị oxi hoá.

### Tạo khí oxy
Chất tạo khí oxy, ví dụ, trong ngành hàng không dân dụng cung cấp oxy cấp cứu cho hành khách để bảo vệ họ khỏi bị tụt áp suất bằng cách phân hủy natri chlorat có xúc tác. Chất xúc tác thường là bột sắt. Bari peroxide (BaO2) dùng để hấp thụ khí chlor là phụ phẩm của quá trình phân hủy.
Natri chlorat được dùng trong một vài máy bay như là nguồn oxi bổ sung. Bột sắt được trộn vào natri chlorat và được kích thích bằng sự phóng điện mà được làm cho hoạt động khi kéo mặt nạ cấp cứu. Phản ứng tạo nhiều oxi hơn yêu cầu cho việc cháy.

## Tính độc đối với người
Do tính oxi hoá tự nhiên, natri chlorat rất độc nếu ăn phải. Tác động oxi hoá lên hemoglobin dẫn đến việc tạo thành methaemoglobin, được tạo thành bởi sự biến chất của globin và một sự liên kết chéo của màng protein hồng cầu với sự phá hủy lên enzyme màng. Điều này lại dẫn đến việc gia tăng tính thấm của màng và xuất huyết dữ dội. Sự biến chất của hemoglobin vượt quá khả năng trao đổi của G6PD. Thêm vào đó, enzyme này bị làm biến chất trực tiếp bởi vì chlorat làm giảm hoạt động của nó.
Liệu pháp điều trị với acid ascorbic và xanh mêtylen được dùng để điều trị chứng dư methaemoglobin. Tuy nhiên, do xanh mêtylen cần sự có mặt của NADPH mà lại cần G6PD hoạt động bình thường nên ít hiệu quả hơn ở môi trường tiêu biểu của sự oxi hoá hemoglobin.
Việc xuất huyết dữ dội cấp tính dẫn đến DIC và suy thận. Thêm vào đó, độc tính ảnh hưởng trực tiếp vào ống thận.. Sự điều trị sẽ bao gồm truyền máu, thẩm tách màng bụng hay máu.

## Các dạng
Natri chlorat gồm dạng bột, bụi nước và dạng hạt. Có rủi ro về hoả hoạn và cháy nổ khi ở dạng hỗn hợp khô với các chất khác, đặc biệt là các vật liệu hữu cơ như các thuốc diệt cỏ khác, lưu huỳnh, phosphor, kim loại dạng bột, acid mạnh. Đặc biệt khi trộn với đường nó có đặc tính gây nổ. Nếu có trộn với các chất trên không nên lưu trữ trong nhà hay trong gara.
Dạng bán ngoài thị trường có chứa chất chống cháy, nhưng vẫn có ảnh hưởng nhỏ nếu cố ý đốt. Chất diệt cỏ thương mại thông dụng chứa xấp xỉ 53% natri chlorat với chất chống cháy như natri metaborat hay amoni phosphat.

## Tên thương mại
Thành phần natri chlorat công hiệu được tìm thấy trong nhiều loại thuốc diệt cỏ thương mại. Một vài tên thương mại của các sản phẩm chứa natri chlorat như Atlacide, Defol, De-Fol-Ate, Drop-Leaf, Fall, Harvest-Aid, Kusatol, Leafex, và Tumbleaf. Hợp chất này có thể được dùng kết hợp với các chất diệt cỏ khác như atrazine, 2,4-D, bromacil, diuron, và natri metaborat. Ở Anh có nhiều loại thuốc diệt cỏ chứa natri chlorat, trong đó được biết nhiều nhất là Doff và Wilkinsons. Ở Ý được bán dưới tên Zapi.

## Thu hồi khỏi thị trường
Các sản phẩm natri chlorat bị thu hồi khỏi thị trường vì một quyết định của EC về hoá chất và mối nguy hiểm của nó. Các sản phẩm này không được mua bán sau ngày 30 tháng 9 năm 2009 và không cho phép bất cứ ai sử dụng sau ngày 10 tháng 5 năm 2010.